# 湾仔区

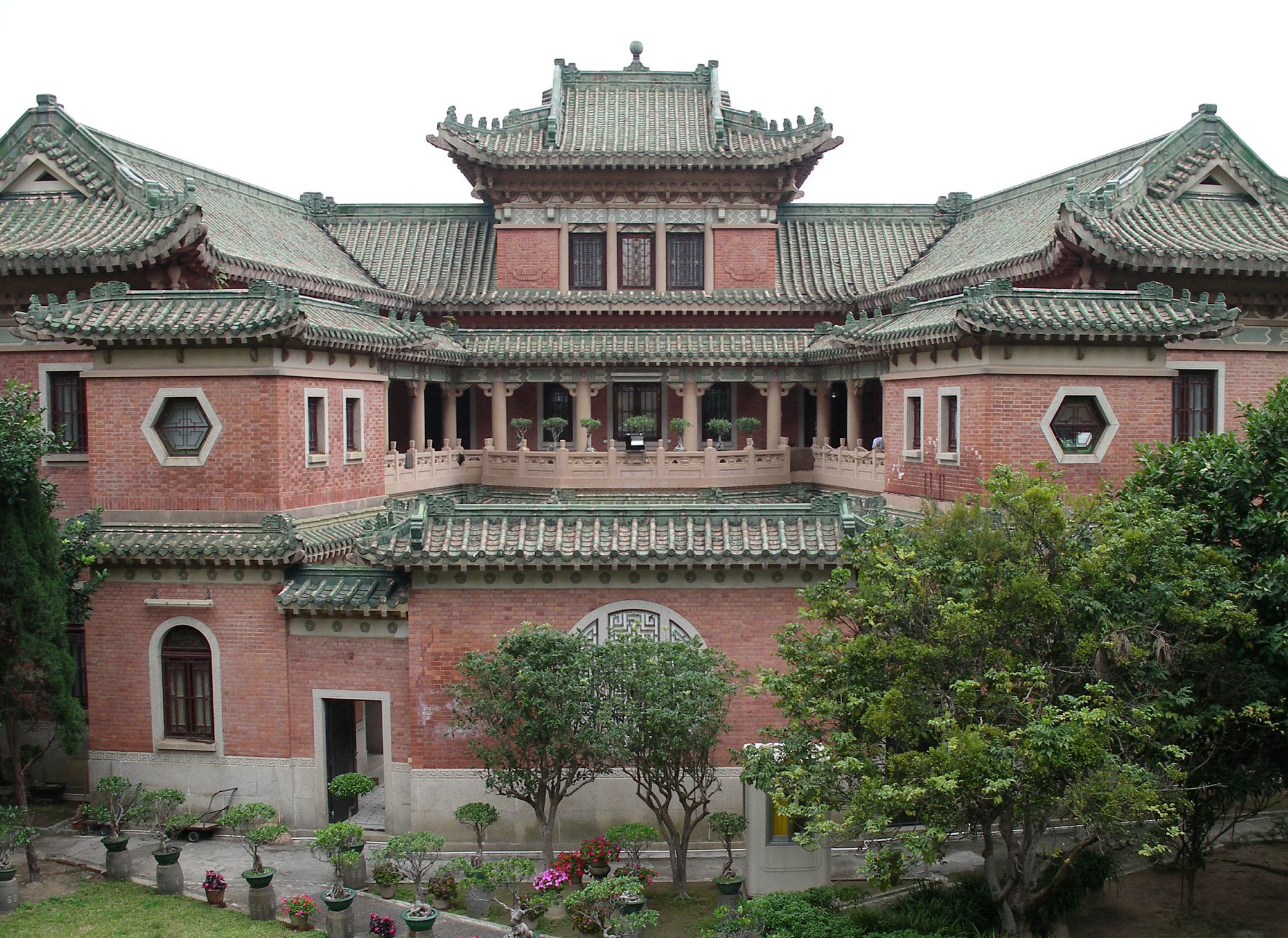
景賢里

湾仔区（わんしく、広東語読み：ワンツァイキョイ）は、香港島の北部に位置する、香港の18の行政区画のひとつ。住民は香港で平均所得が最も高く、2番目に教育水準が高く、2番目に人口が少なく、3番目に平均年齢が高い。

## 教育

### 大学
- 香港樹仁大学（湾仔校舎）

### 中学校
- 嘉諾撒聖方済各書院（中国語版）
- 香港華仁書院（中国語版）
- 鄧肇堅維多利亜官立中学（中国語版）
- 聖公会鄧肇堅中学（中国語版）
- 香港鄧鏡波書院（中国語版）
- 玫瑰崗中学（中国語版）
- 瑪利曼中学（中国語版）
- 聖保禄中学（中国語版）
- 香港真光中学（中国語版）
- 何東中学（中国語版）
- 仏教黄鳳翎中学（中国語版）
- 皇仁書院
- 北角協同中学（中国語版）
- 東華三院李潤田紀念中学（中国語版）
- 聖保禄学校（中国語版）
- 孔聖堂中学（中国語版）
- 中華基督教会公理高中書院（中国語版）

### 小学校
- 嘉諾撒聖方済各学校（中国語版）
- 東華三院李賜豪小学
- 聖若瑟小学（中国語版）
- 聖公会聖雅各小学（中国語版）
- 保良局金銀業貿易場張凝文学校（中国語版）
- 瑪利曼小学（中国語版）
- 宝覚小学（中国語版）
- 宝血小学（中国語版）
- 聖保禄天主教小学（中国語版）
- 官立嘉道理爵士小学
- 仏教黄焯菴小学（中国語版）
- 李陞大坑学校
- 軒尼詩道官立上午小学（中国語版）
- 軒尼詩道官立下午小学（中国語版）
- 北角官立小学（雲景道）（中国語版）
- 高主教書院小学部（中国語版）
- 玫瑰崗学校（小学部）（中国語版）
- 聖保禄学校（小学部）（中国語版）
- 香港真光中学（小学部）（中国語版）
- 思達学校
- 保良局建造商会学校
- 晋徳学校

### 特別支援学校
- 匡智獅子会晨崗学校（中国語版）
- 賽馬会匡智学校（広東語版）

### 国際学校
- 香港日本人学校(小学部香港校)
- フランス国際学校（英語版）(藍塘道校舎)
- ドイツ国際学校（ドイツ語版）(湾仔校舎)

## 交通

### 鉄道
- 香港MTR
  - ■港島線

（堅尼地城方面）- 湾仔駅 - 銅鑼湾駅 - 天后駅 -（柴湾方面）
  - ■東鉄線

(金鐘方面) - 会展駅 - (紅磡方面)
- 香港トラム
  - 西行：留仙街↔軍器廠街（中国語版）
  - 東行：軍器廠街↔木星街（中国語版）
  - 跑馬地支線

### 道路
幹線道路
- ：香港仔トンネル（中国語版）、堅拿道（中国語版）天橋、香港海底トンネル
- ：中環湾仔繞道（中国語版）

市区道路
- 告士打道（中国語版）
- 維園道（中国語版）
- 黄泥涌峡道（中国語版）
- 英皇道
- 高士威道
- 怡和街
- 軒尼詩道
- 礼頓道（中国語版）
- 湾仔道（中国語版）
- 皇后大道（中国語版）東
- 摩理臣山道（中国語版）

郊区道路
- 司徒抜道（中国語版）
- 大坑道（中国語版）